# ایروینگ گیل
ایروینگ جان گیل (به انگلیسی: Irving John Gill) متولد ۱۸۷۰، معمار آمریکایی بود.
او مدتی برای دانکمار ادلر کار کرد، و برخی سبک ساختمانهای او را بی شباهت به آدلف لوس ندانسته اند.
او در ۱۹۳۶ درگذشت.

## منابع

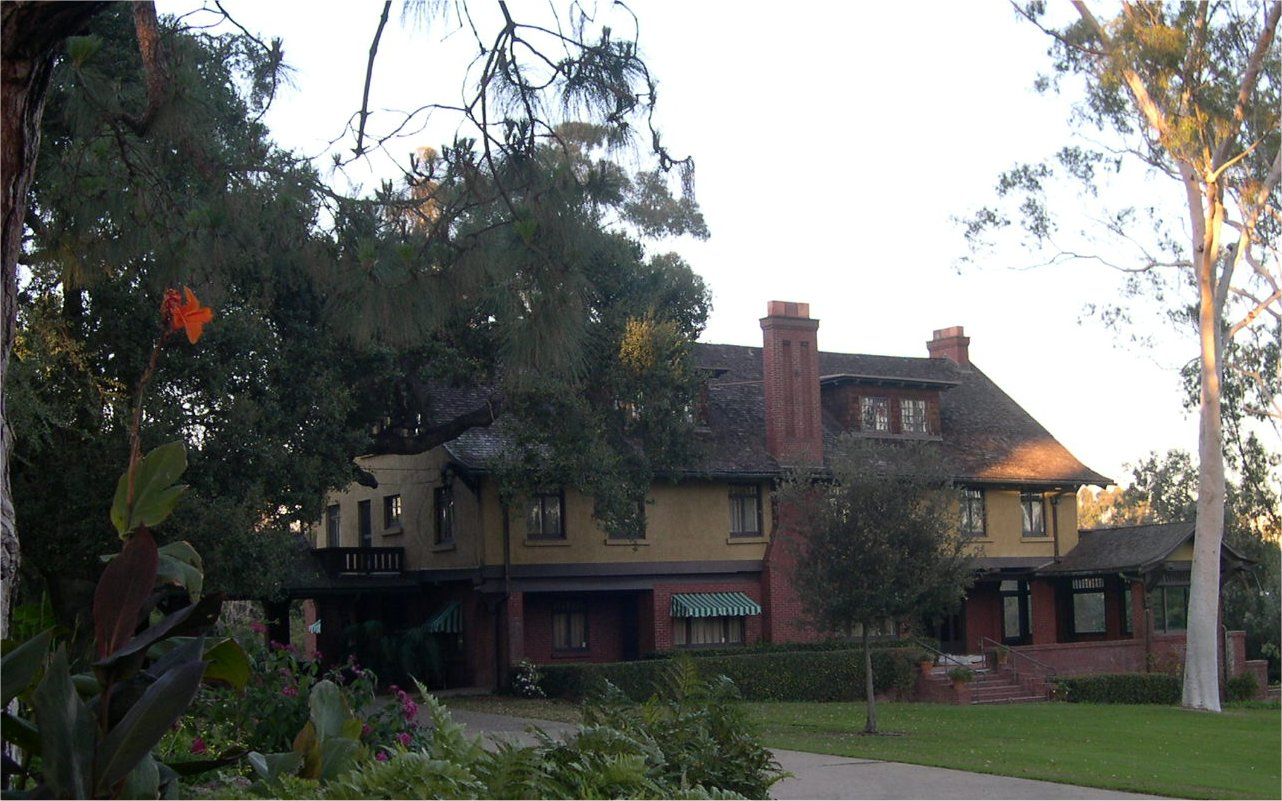
خانه جورج مارستون، سان دیگو